# Metal Black
Metal Black е единадесети студиен албум на британската хевиметъл група Venom, издаден през 2006 г. от Castle Music/Sanctuary Records. Това е последният албум на групата с Майк „Миквс“ Хики като китарист. Името на албума идва от заглавието на втория албум на групата.

## Състав
- Кронос – бас, вокали
- Миквс – китара
- Антън – барабани

|  | Тази страница частично или изцяло представлява превод на страницата Metal Black в Уикипедия на английски. Оригиналният текст, както и този превод, са защитени от Лиценза „Криейтив Комънс – Признание – Споделяне на споделеното“, а за съдържание, създадено преди юни 2009 година – от Лиценза за свободна документация на ГНУ. Прегледайте историята на редакциите на оригиналната страница, както и на преводната страница, за да видите списъка на съавторите. ВАЖНО: Този шаблон се отнася единствено до авторските права върху съдържанието на статията. Добавянето му не отменя изискването да се посочват конкретни източници на твърденията, които да бъдат благонадеждни. |